# Адольф Циммер
Адольф Альфред Циммер (пол. Adolf Alfred Zimmer; 28 лютого 1908 — травень 1940, Харків) — польський футболіст. Нападник, усю футбольну кар'єру провів у складі «Поґоні» (Львів). Зіграв 1 матч за збірну Польщі.
Був членом академічної корпорації «Араґонія» студентів Університету Яна Казимира (Львівський університет). Вихованець львівської «Поґоні», виступав за неї з 1926 до 1939 року. У складі команди тричі посідав друге місце в чемпіонаті Польщі — 1932, 1933 і 1935. Був капітаном «Поґоні».
Чемпіон Польщі з хокею 1933 у складі хокейної команди «Поґонь» (Львів).
Провів одну гру за національну збірну Польщі — 14 жовтня 1934 року у Львові проти Румунії (3:3).
Замордований співробітниками НКВД в Харкові у травні 1940 року.